# Hinzert-Pölert
Hinzert-Pölert település Németországban, Rajna-vidék-Pfalz tartományban. Lakosainak száma 298 fő (2023. december 31.). Hinzert-Pölert Beuren községgel határos.

## Népesség
A település népességének változása:
| Lakosok száma | 346  | 290  | 288  | 293  | 292  | 298  |
|               | 1975 | 2017 | 2019 | 2021 | 2022 | 2023 |